# Herdentorsteinweg
Der Herdentorsteinweg ist eine historische Straße in Bremen-Mitte. Die zentrale Hauptstraße führt in nordöstlicher Richtung von der Altstadt in Verlängerung der Sögestraße vom Am Wall aus in Richtung Hauptbahnhof zum Breiten Weg und zum Bahnhofsplatz. Die Straße durchquert die Wallanlagen.
Die Querstraßen wurden u. a. benannt als Am Wall nach der Bremer Wallanlagen, Hillmannplatz nach dem zerstörten Hillmann-Hotel (errichtet von Johann Heinrich Hillmann), Loriotplatz nach dem Humoristen Loriot (Viktor von Bülow), Birkenstraße, Bahnhofstraße, Breitenweg als eine schon im 19. Jahrhundert breite Straße und An der Weide, die zur Bürgerweide führte, eine Viehweide als Allmendefläche für alle Bremer Landwirte.

## Geschichte

### Name
Im Mittelalter führte lediglich ein Weg vom Herdentor zur Bürgerweide. Die im Altstadtbereich ansässigen Landwirte trieben ihre Viehherden, unter anderem die Schweine (Sau = Söge), durch die Sögestraße und das Herdentor (Heerdenthor) zu den Weiden.

### Entwicklung
Ab 1229 wurde um die gesamte Altstadt eine Ringmauer gebaut. Durch die Bremer Stadtmauer führte
das Herdentor oder „portam gregum“ nach Norden, als Weg der Viehherden. 1664 wurde das Tor durch ein zweites Tor im Wall erweitert. Turm- und Restabriss erfolgten 1804 und 1826.
1803 wurde die Befestigungsanlagen beseitigt und die  Wallanlagen entstanden. Es siedelten sich am Anfang des 19. Jahrhunderts etwa 30 kleinere Häuser am Weg an. 1812/13 erfolgte im Nordosten (Standort beim Antikolonialdenkmal) die Einrichtung des Herdentorsfriedhofs, nachdem die Franzosen weitere Bestattungen in der Altstadt untersagt hatten. Dieser Friedhof wurde 1875 auf Grund der Stadt- und Bahnentwicklung aufgelöst.
Die Herdentorswallmühle (Mühle am Wall)  wurde 1833 erbaut und nach einem Brand 1892 wieder aufgebaut. Sie war bis 1942 in Betrieb. In der Mühle befindet sich ein Café.
Die Steinhäuser-Vase (auch Prunkvase) aus Marmor von 1855 ist vom Herdentorsteinweg in den Wallanlagen zu sehen. Sie zeigt den Klosterochsenzug. Im 17. und 18. Jahrhundert wurde jährlich ein Ochse verlost zugunsten des Krankenhauses im Johanniskloster. Die Vase wurde 1833 vom Bildhauer Carl Steinhäuser (1813–1879) entworfen und 1855 in Rom gefertigt.
1847 entstand der Hannoversche Bahnhof, und zeitgleich erfolgte die Pflasterung des Weges, der nunmehr Herdentorsteinweg genannt wurde. Mit dem Bau des Hauptbahnhofs Bremen von 1891 nahm der Verkehr stark zu.

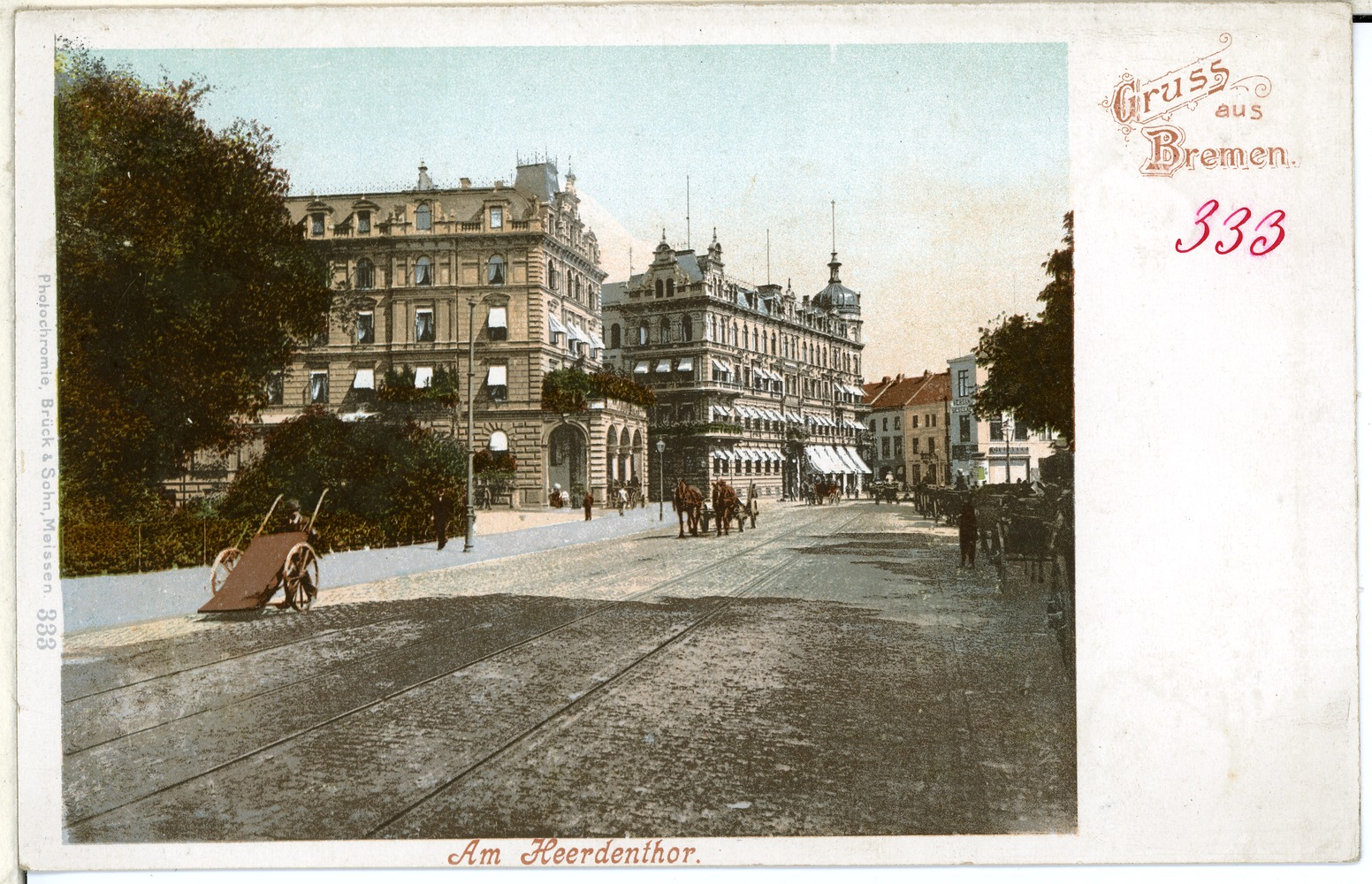
1908: Hotel Hillmann (links), Europa (rechts)

Das Hillmann-Hotel wurde durch Johann Heinrich Hillmann 1846 am Herdentorsteinweg/Ecke Wallanlagen als Luxushotel erbaut und gab dem angrenzenden Hillmannplatz seinen Namen. Durch Umbauten nach Plänen von Architekt Heinrich Müller erhielt es eine Fassade im neoklassizistischen Stil des ausgehenden 19. Jahrhunderts. Es war eines der vornehmsten Hotels in Bremen. Daneben befand sich das Luxushotel Europa.
Nach dem Zweiten Weltkrieg entstand am Standort des 1944 bei Luftangriffen auf Bremen zerstörten Hillmann-Hotels die eher provisorisch gestaltete, eingeschossige Hillmannpassage mit 22 Geschäften und dem Café Hillmann. Das Café war ein beliebter Treffpunkt und abends ein sehr stark besuchter Tanzsaal. Café und Passage wurden 1971 abgerissen. Von 1982 bis 1985 entstand nach Plänen des Architektenbüros Gerkan, Marg und Partner ein rotsteinsichtiges, fünfgeschossiges Hotel am Hillmannplatz als Marriott Hotel mit einer kleinen Einkaufspassage und dem Gourmetrestaurant Bistro Grashoff. Die Passage wurde nach 2003 aufgegeben. Seit Ende 2008 ist hier ein 5-Sterne-Swissôtel mit 230 Zimmern ansässig. 2013 erfolgte die Umbenennung eines Teils des Hillmannplatzes vor dem Bistro Grashoff, hin zum Herdentorsteinweg, in Loriotplatz, da der Humorist Loriot hier oft verweilte, wenn er in Bremen war.

### Verkehr
In den 1960er Jahren wurde als vierspurige Hochstraße der Breitenweg über den Herdentorsteinweg geführt.
1881 wurde von der Bremer Pferdebahn die Ringbahn Nordstraße – Markt – Am Dobben – Bahnhof – Kaiserstraße gebaut. Es folgten weitere Linien. 1900 wurde die Straßenbahn Bremen elektrifiziert.
Heute durchfahren im Nahverkehr in Bremen die Linien 4 (Lilienthal – Arsten), 6 (Universität – Flughafen) und 8 (Huchting – Kulenkampffallee) die Straße.

## Gebäude, Denkmale

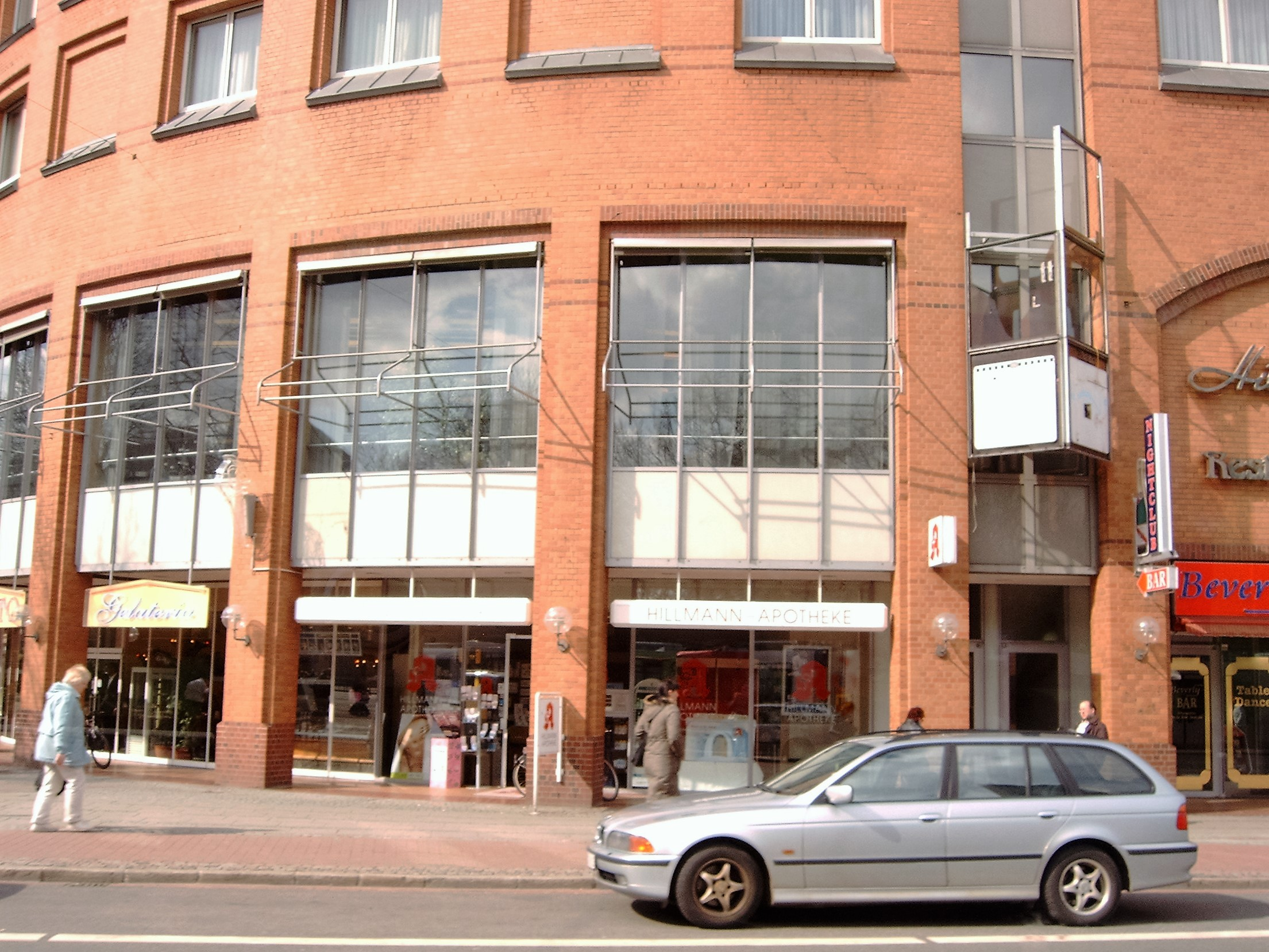
Hotel am Hillmannplatz, Teilansicht

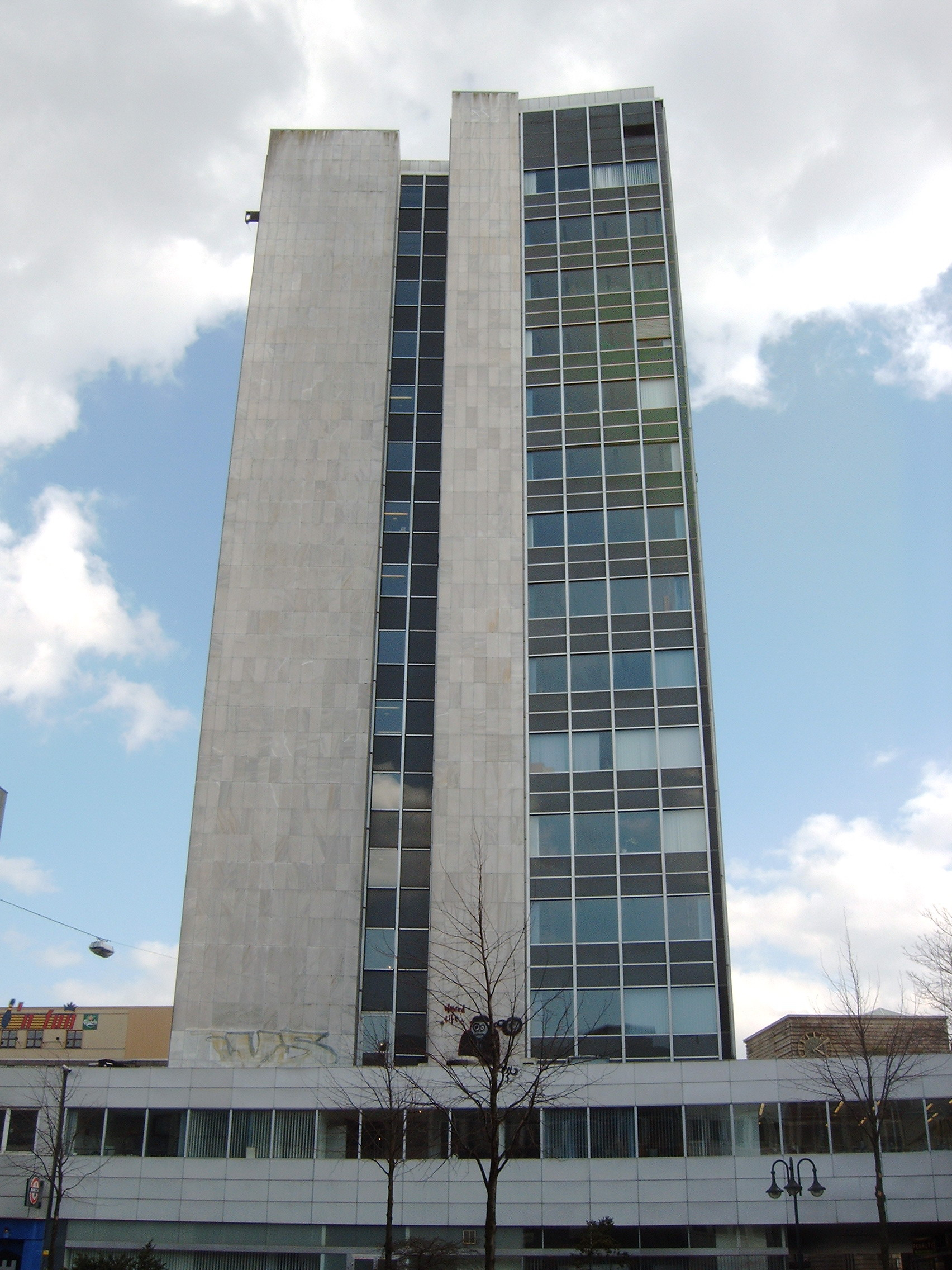
Siemenshochhaus

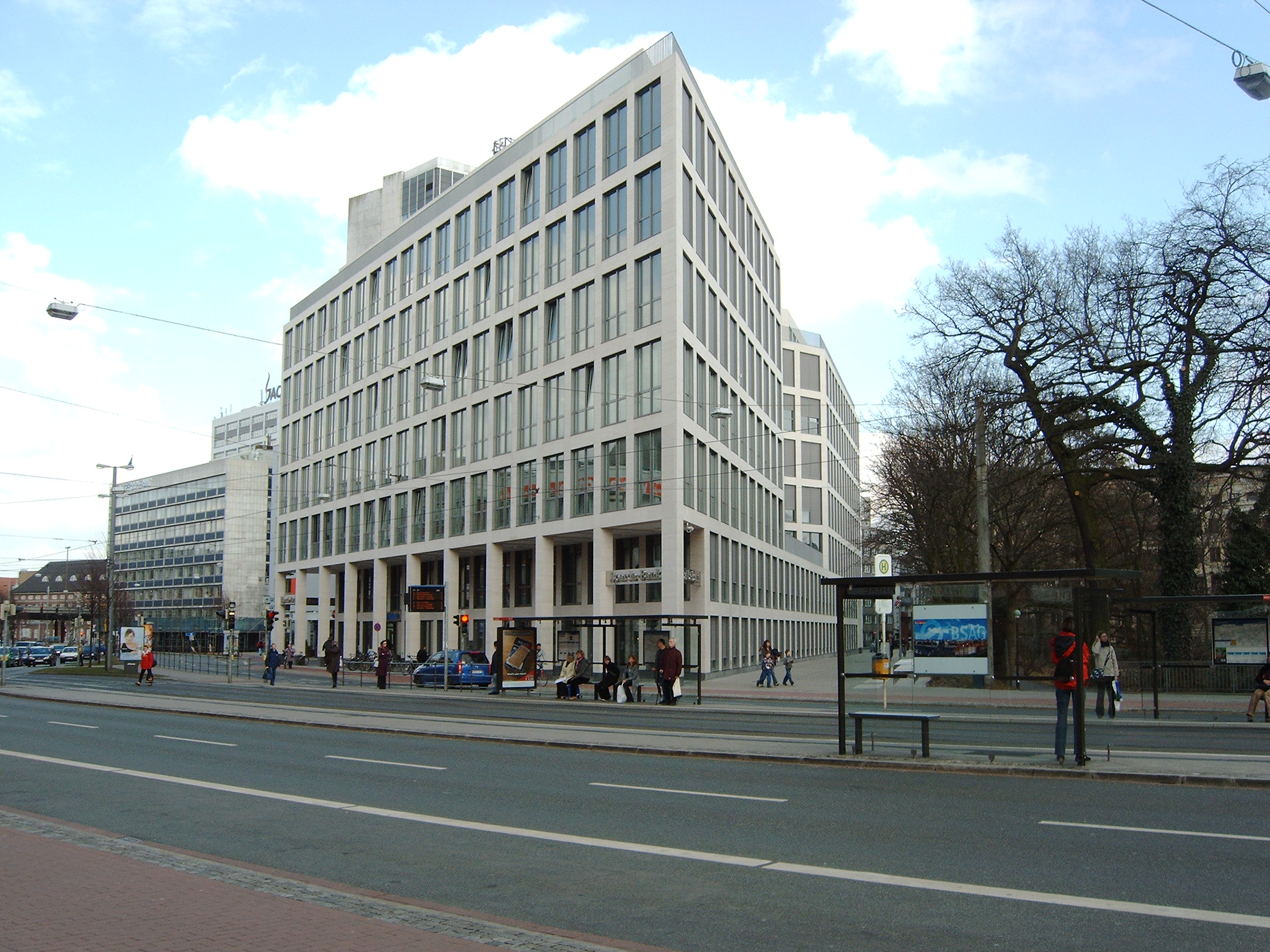
Contrescarpe-Center

Durch die schweren Zerstörungen im Zweiten Weltkrieg sind keine alten Gebäude erhalten geblieben.
Am Herdentorsteinweg stehen
- Westseite
  - Das sechsgeschossige Hillmann-Hotel der Swissôtelkette (s. o.).
  - Der sechsgeschossige Gebäudekomplex zwischen Hillmannplatz und Bahnhofstraße aus den 1950er Jahren war Standort zweier Kinos. Das Kommunalkino City 46 im ehemaligen City-Filmtheater hat einen großen Kinosaal mit 160 Sitzplätzen und einen zweiten mit 90 Sitzplätzen. Das von Joseph Ostwald entworfene Kino Europapalast von 1926 wurde 1944 zerstört. Das in der Nachkriegszeit als Europa am selben Ort wiedereröffnete Kino wurde Ende der 1990er-Jahre geschlossen, in den Räumen befindet sich heute ein Drogeriemarkt.
  - Zwischen Bahnhofstraße und Breitenweg stehen acht vornehmlich sechsgeschossige Geschäftshäuser mit Läden und Gaststätten sowie an der Ecke Bahnhofsstraße die 8-gesch. PSD Bank Nord von 2014 nach Plänen von Max Dudler.
- Ostseite
  - Die KPS Grundstück GmbH Bremen baute von 2004 bis 2006 das achtgeschossige Contrescarpe-Center als Büro- und Geschäftshaus nach Plänen von Oswald Mathias Ungers (Köln). Die Sparda-Bank Hannover hat hier u. a. ihren Sitz.
  - Das sogenannte Siemens-Hochhaus von 1961/62 entstand nach Plänen von Max Säume und Siegfried Morschel. Zunächst hatte hier das Unternehmen Siemens seine Bremer Niederlassung. Heute dient das Hochhaus als Büro der bremischen Verwaltung. Es hat 16 Etagen und ist 62 Meter hoch. Ein achtgeschossiger Bürotrakt ergänzt das Ensemble am Herdentorsteinweg bis zum Breitenweg.

Denkmale:
- Steinhäuser-Vase von 1855 in den Wallanlagen  (s. o.)
- Figur 1963 von 1962 wurde; sie symbolisiert die Großstadtballung Bremens
- Documenta 2 – Aus dem Museum des Steins von 1988 von Ulrich Rückriem; Granitstein vor dem Hotel an der Ecke Herdentorsteinweg / Contrescarpe